# Evacanthus rubroniger
Evacanthus rubroniger är en insektsart som beskrevs av Jacobi 1943. Evacanthus rubroniger ingår i släktet Evacanthus och familjen dvärgstritar. Inga underarter finns listade i Catalogue of Life.